# Nancy Cartwright
Nancy Cartwright (Dayton, 1957. október 25. –) Primetime Emmy-díjas amerikai színésznő. Legismertebb szerepe Bart Simpson, a sorozatban továbbá egyéb szereplőket is megszólaltat, például Nelson Muntz-ot, Ralph Wiggum-ot vagy Maggie-t.
Első szerepe Gloria volt a Richie Rich című rajzfilmsorozatban. 1987-ben jelentkezett a The Tracey Ullman Show-ba, hogy szerepet vállaljon a műsorban látható animált rövidfilmekben. Eredetileg Lisa Simpson szerepére jelentkezett, de sokkal érdekesebbnek találta Bart Simpson karakterét. Matt Groening neki adta a szerepet, így Cartwright 3 évadon keresztül szolgáltatta Bart hangját. A rövidfilmek később a Simpson család sorozattá nőtték ki magukat.
Emellett egyéb rajzfilmsorozatokban is szinkronizált, például a Szippancsokban, a Kim Possible-ben vagy a The Critic-ben. 2000-ben kiadta önéletrajzát, My Life as a 10-Year-Old Boy címmel. A Fellini nyomában című 2017-es film írója és producere.

## Élete
Az ohiói Daytonban született, Frank és Miriam Cartwright gyermekeként. Hat gyerekük közül ő a negyedik.  Az ohiói Kettering-ben nőtt fel. Már fiatalkorában érdekelte a hangutánzás; a St. Charles Borromeo iskolában tanult. Negyedik osztályos korában megnyert egy versenyt, amelyen Rudyard Kipling egyik karakterének hangját utánozta. Ezután a Fairmont West High Schoolban tanult. 1976-ban érettségizett, és az Ohiói Egyetemen folytatta tanulmányait.
1976-ban lett egy részmunkaidős állása, amikor rádiós reklámokban szólalt meg. A Warner Bros. Records egyik embere meglátogatta a rádióállomást, és átnyújtott Cartwright-nak egy listát, amelyen a rajzfilmiparban dolgozó emberek elérhetőségei voltak. Az egyik ember Daws Butler szinkronszínész volt. Cartwright felhívta őt, és brit akcentussal hagyott neki egy üzenetet az üzenetrögzítőjén. Butler azonnal visszahívta őt, és beleegyezett abba, hogy a mentora legyen. Cartwright szerint Butler "egyszerűen csodálatos, mindig bátorított, mindig udvarias".
A végzős évére visszatért az Ohiói Egyetemre, de végül a Los Angeles-i Egyetemen tanult.  Anyja, Miriam 1978 nyarán elhunyt. Cartwright 1978. szeptember 17.-én Westwoodba (Los Angeles) költözött.

## Magánélete
1988-ban ismerkedett meg Warren Murphy-vel; két hónappal később összeházasodtak. Két gyermekük van: Lucy és Jack. 2002-ben elváltak.
Római katolikus hitben nevelkedett. 1991-ben csatlakozott a Szcientológia Egyházhoz.
2007-ben Stephen Brackett-el járt, aki szintén a Szcientológia Egyházának tagja. Azt tervezték, hogy 2008 elején összeházasodnak, azonban Brackett 2009 májusában elhunyt, miután leugrott a Bixby Creek-hídról.
A színészet mellett fest és szobrászkodik is. A Know More About Drugs egyesület egyik alapítója.